# Elisabet Carlsson
Anne Elisabet Carlsson (født 9. januar 1968 i Östra Göinge) er en svensk skuespillerinde.
Carlsson studerede ved Teaterhögskolan i Stockholm fra 1988 til 1992. Hun har eksempelvis medvirket i Fyren fra nabograven (2002), hvor hun blev nomineret til en Guldbagge for bedste kvindelige skuespiller. Carlsson har desuden medvirket i tv-serier som Kvinna med födelsesmärke, Tyvenes jul og Mord i Skærgården.

## Privatliv
Carlsson er mor til en datter, der er født i 2010. Datterens far er filminstruktøren Stefan Roos.

## Udvalgt filmografi
- Istider (kortfilm, 1996)
- Kvinna med födelsemärke (tv-serie, 2001)
- Fyren fra nabograven (2002)
- Fire nuancer af brun (2004)
- En decemberdröm (tv-serie, 2005)
- Isprincessen (tv-film, 2007)
- Prædikanten (tv-film, 2007)
- Angel (2008)
- Stenhuggeren (tv-film, 2009)
- Ulykkesfuglen (tv-film, 2010)
- Tidsrejsen (2011)
- Tyvenes jul (tv-serie, 2011)
- Lille Anna og Lange Onkel Ib (animationsfilm, 2012)
- Mord i Skærgården (tv-serie, 2013)
- Emil og Ida fra Lønneberg (animationsfilm, 2013)
- Tyvenes jul - Troldmandens datter (2014)
- Miraklet i Viskan (2015)
- Gösta (tv-serie, 2019)